# Макаріо Пінілья Варгас
Макаріо Пінілья Варгас (24 листопада 1855 — 3 вересня 1927) — болівійський юрист, дипломат і політик. Він обіймав посаду першого віцепрезидента разом із другим віцепрезидентом Хуаном Місаелем Сарачо за часів адміністрації Еліодоро Вільясона.

## Біографія
Макаріо Пінілья Варгас народився в Ла-Пасі 24 листопада 1855 року. Його батьками були Хуан Пінілья та Едуарда Варгас. Він розпочав навчання в коледжі Аякучо в 1863 році, отримавши юридичну освіту в 1876 році. Пінілья був обраний депутатом від Ла-Паса в 1888 році та окружним прокурором Ла-Паса в 1892 році.
У 1899 році, після поразки консерваторів у Федеральній війні, він став одним із голів Федеральної урядової хунти, цивільно-військового тріумвірату, до складу якого входили він сам, Хосе Мануель Пандо та Серапіо Реєс Ортіс. Після обрання Пандо президентом Національними зборами, 12 грудня 1899 року його було призначено міністром у суді Іспанії. У 1902 році та знову в 1908 році його було обрано сенатором від департаменту Ла-Пас. На загальних виборах 1909 року його було обрано першим віцепрезидентом від Еліодоро Вільясона, і він обійняв посаду 12 серпня. Поряд з цією посадою він обіймав посаду міністра в урядах Нідерландів та Франції.
Він помер у місті Ла-Пас 3 вересня 1927 року у віці 71 року.